# Rue Bervic
La rue Bervic est une voie du 18e arrondissement de Paris, en France.

## Situation et accès
La rue Bervic est une voie publique située dans le 18e arrondissement de Paris. Elle débute au 3, boulevard Barbès et se termine au 4, rue Belhomme.

## Origine du nom
Elle porte le nom du graveur en taille douce Charles Clément Balvay, dit Bervic (1756-1822). Son chef-d'œuvre est Laocoon. Il fit en 1790 un portrait de Louis XVI, puis celui de Louis XVIII dont il ne fut tiré que trois épreuves.

## Historique
Cette rue ouverte sous sa dénomination actuelle par un décret du 10 août 1868, sur l'emplacement de la place Belhomme, est classée dans la voirie parisienne par un décret du 4 septembre 1878 :
Décret du 10 août 1868
« Napoléon, etc., 

Sur le rapport de notre ministre secrétaire d’État au département de l'Intérieur,
vu l'ordonnance du 10 juillet 1816 ;
vu les propositions de M. le préfet de la Seine ;
avons décrété et décrétons ce qui suit :
Article 14. — Les deux voies en cours d'exécution sur l'emplacement de la place Belhomme prendront :
- la première, située au nord, le nom de rue Boissieu ;
- la deuxième, située au sud, celui de rue Bervic ;

etc.
Article 17. — Notre ministre secrétaire d'État au département de l'Intérieur est chargé de l'exécution du présent décret.
Fait au palais de Fontainebleau, le 10 août 1868. »